# Callistethus isolatus
Callistethus isolatus är en skalbaggsart som beskrevs av Gilbert John Arrow 1917. Callistethus isolatus ingår i släktet Callistethus och familjen Rutelidae. Inga underarter finns listade.